# V8 Supercar 2007
V8 Supercar-säsongen 2007 kördes över 14 helger och 36 race plus två endurancerace.

## Deltävlingar
| Bana             | Vinnare           | Märke  | Vinnare           | Märke  | Vinnare         | Märke  |
| ---------------- | ----------------- | ------ | ----------------- | ------ | --------------- | ------ |
| Adelaide         | Todd Kelly        | Holden | Rick Kelly        | Holden | -               | -      |
| Barbagallo       | Garth Tander      | Holden | Garth Tander      | Holden | Garth Tander    | Holden |
| Pukekohe         | Garth Tander      | Holden | Garth Tander      | Holden | Rick Kelly      | Holden |
| Winton           | Jamie Whincup     | Ford   | Garth Tander      | Holden | Garth Tander    | Holden |
| Eastern Creek    | Mark Skaife       | Holden | Mark Skaife       | Holden | Todd Kelly      | Holden |
| Hidden Valley    | Mark Skaife       | Holden | Craig Lowndes     | Ford   | Craig Lowndes   | Ford   |
| Ipswich          | Garth Tander      | Holden | Garth Tander      | Holden | Garth Tander    | Holden |
| Oran Park        | Mark Skaife       | Holden | Craig Lowndes     | Ford   | Lee Holdsworth  | Holden |
| Surfers Paradise | Garth Tander      | Holden | Garth Tander      | Holden | Steven Richards | Ford   |
| Sakhir           | Mark Winterbottom | Ford   | Mark Winterbottom | Ford   | Craig Lowndes   | Ford   |
| Symmons Plains   | Garth Tander      | Holden | Jamie Whincup     | Ford   | Jamie Whincup   | Ford   |
| Phillip Island   | Garth Tander      | Holden | Garth Tander      | Holden | Todd Kelly      | Holden |

### Omgångsvinnare
| Bana             | Vinnare           | Märke  | Tvåa            | Märke  | Trea              | Märke  |
| ---------------- | ----------------- | ------ | --------------- | ------ | ----------------- | ------ |
| Adelaide         | Todd Kelly        | Holden | Rick Kelly      | Holden | James Courtney    | Ford   |
| Barbagallo       | Garth Tander      | Holden | Mark Skaife     | Holden | Rick Kelly        | Holden |
| Pukekohe         | Rick Kelly        | Holden | Garth Tander    | Holden | Jamie Whincup     | Ford   |
| Winton           | Jamie Whincup     | Ford   | Garth Tander    | Holden | Rick Kelly        | Holden |
| Eastern Creek    | Mark Skaife       | Holden | Todd Kelly      | Holden | Rick Kelly        | Holden |
| Hidden Valley    | Craig Lowndes     | Ford   | Rick Kelly      | Holden | Mark Skaife       | Holden |
| Ipswich          | Garth Tander      | Holden | Jamie Whincup   | Ford   | Craig Lowndes     | Ford   |
| Oran Park        | Lee Holdsworth    | Holden | Steven Richards | Ford   | Craig Lowndes     | Ford   |
| Surfers Paradise | Garth Tander      | Holden | Russell Ingall  | Ford   | Jason Richards    | Holden |
| Sakhir           | Mark Winterbottom | Ford   | James Courtney  | Ford   | Steven Johnson    | Ford   |
| Symmons Plains   | Jamie Whincup     | Ford   | Steven Richards | Ford   | Mark Winterbottom | Ford   |
| Phillip Island   | Garth Tander      | Holden | Todd Kelly      | Holden | Jamie Whincup     | Ford   |

### Endurancerace
| Bana          | Vinnare                     | Märke | Tvåor                        | Märke  | Treor                       | Märke |
| ------------- | --------------------------- | ----- | ---------------------------- | ------ | --------------------------- | ----- |
| Sandown       | Jamie Whincup Craig Lowndes | Ford  | Rick Kelly Paul Radisich     | Holden | Steven Richards Owen Kelly  | Ford  |
| Bathurst 1000 | Jamie Whincup Craig Lowndes | Ford  | James Courtney David Besnard | Ford   | Will Davison Steven Johnson | Ford  |

## Slutställning
| Plats | Förare            | Märke  | Poäng |
| ----- | ----------------- | ------ | ----- |
| 1     | Garth Tander      | Holden | 625   |
| 2     | Jamie Whincup     | Ford   | 623   |
| 3     | Craig Lowndes     | Ford   | 592   |
| 4     | Rick Kelly        | Holden | 552   |
| 5     | Mark Winterbottom | Ford   | 420   |
| 6     | Todd Kelly        | Holden | 381   |
| 7     | Steven Richards   | Ford   | 380   |
| 8     | Mark Skaife       | Holden | 379   |
| 9     | James Courtney    | Ford   | 359   |
| 10    | Will Davison      | Ford   | 343   |
| 11    | Russell Ingall    | Holden | 311   |
| 12    | Steven Johnson    | Ford   | 304   |
| 13    | Greg Murphy       | Holden | 250   |
| 14    | Jason Richards    | Holden | 235   |
| 15    | Lee Holdsworth    | Holden | 209   |
| 16    | Dean Canto        | Holden | 125   |
| 17    | Max Wilson        | Ford   | 110   |
| 18    | Jason Bargwanna   | Ford   | 109   |